# Groupe d'études sur la tauromachie
Le groupe d'études sur la tauromachie de l'Assemblée nationale française est un des groupes d'études de la XIIIe législature.

## Présentation
Ce groupe  a été créé sous la XIIe législature (2002-2007).
Considéré par le site des vétérinaires opposés à la corrida comme un groupe de défense de la tauromachie, il comporte en 2012, parmi ses 38 membres, des aficonados assumés comme Manuel Valls et 9 membres opposants à la corrida comme Jean-Marc Roubaud.
Jean Grenet et François Loncle en sont les coprésidents, les vice-présidents sont Jean-Pierre Grand, Yvan Lachaud, Étienne Mourrut, Dominique Orliac, Bernard Reynès, Manuel Valls et Alain Vidalies.
Parmi les membres du groupe opposés à la corrida, on compte Muriel Marland-Militello, qui a déposé le 8 juin 2004, une proposition de loi pour demander l'abrogation de l'alinéa de l'article 521-1 du Code pénal français qui prévoit une dérogation à la législation contre les souffrances infligées aux animaux dans le cas de traditions taurines et de combats de coqs : « les dispositions du Code pénal qui punissent d'amende ou de prison les auteurs de sévices graves et d'actes de cruauté envers un animal ne sont pas applicables aux courses de taureaux lorsqu'une tradition locale ininterrompue peut être invoquée. Elles ne sont pas non plus applicables aux combats de coqs dans les localités où une tradition ininterrompue peut être établie. ».
Le Conseil constitutionnel s'est prononcé sur le sujet, à la suite d'une question prioritaire de constitutionnalité. Le 21 septembre 2012, il a rendu une décision selon laquelle « La première phrase du septième alinéa de l'article 521-1 du code pénal est conforme à la Constitution ». Selon le Conseil constitutionnel, « le grief tiré de la méconnaissance du principe d'égalité doit être rejeté ; (…) la première phrase du septième alinéa de l'article 521-1 du code pénal, (…) ne méconnaît aucun autre droit ou liberté que la Constitution garantit » ; d’autre part, « s'il appartient aux juridictions compétentes d'apprécier les situations de fait répondant à la tradition locale ininterrompue, cette notion, qui ne revêt pas un caractère équivoque, est suffisamment précise pour garantir contre le risque d'arbitraire. »